# Ragtime

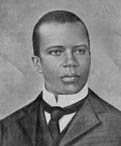
Scott Joplin

Ragtime is een laatnegentiende-eeuwse Amerikaanse muziekvorm, die gekenmerkt wordt door syncopische melodie en begeleiding. Ragtime is een van de muzikale bronnen van de jazz. In 1918 kwam het stuk Rag-Time, door Igor Stravinsky, uit; een stuk voor elf instrumenten, gebaseerd op de jazzmuziek van New Orleans. Ragtime mag zelf echter niet als jazz beschouwd worden. Het ging aan de jazz vooraf. Wel zijn rags veelvuldig door orkesten van oude stijl jazz gespeeld. Ook in de jazzrevivalperiode in de vijftiger jaren van de twintigste eeuw was de muziek uit de ragtimeperiode vaak te horen, bewerkt voor dixielandorkest. In Europa heeft met name de Engelsman Chris Barber zich sterk ingezet voor de ragtime, door het met zijn dixielandorkest regelmatig ten gehore brengen van muziek uit de ragtimeperiode.
Hit the note twice is de lijfspreuk voor de ragtime. Ragtime is oorspronkelijk uitsluitend gemaakt voor piano, en werd gespeeld in clubs en bars in New Orleans, door zwarte pianisten. Later zijn ook wel bewerkingen voor blaasorkest gemaakt, ook nog voordat de jazz in ontwikkeling kwam. De stijl kenmerkt zich door een strakke baspartij terwijl de melodie hier ritmisch tegenin gaat. Het klinkt alsof de melodie net voor de begeleiding uitloopt of juist achter de begeleiding aangaat. Ze sporen in ieder geval niet samen. Hierdoor ontstaat het gevoel van ragged time: verscheurde maat. Als dansmuziek past de ragtime bij de cakewalk.
De beroemdste ragtime-componisten waren Scott Joplin, James Scott en Joseph Lamb. De nu wereldwijd bekendste compositie is Maple Leaf Rag. In Nederland is de rag The Entertainer het bekendst geworden, door de film The Sting.

## Componisten
- Winifred Atwell
- May Aufderheide
- Mike Bernard
- Eubie Blake
- William Bolcom
- George Botsford
- Zez Confrey
- Ben Harney
- Charles L. Johnson
- James P. Johnson
- Scott Joplin
- Joseph Lamb
- Jens Bodewalt Lampe
- Max Morath
- Jelly Roll Morton
- David Thomas Roberts
- Luckey Roberts
- Reginald Robinson
- Paul Sarebresole
- James Scott
- Wilbur Sweatman
- Trebor Tichenor
- Tom Turpin
- Leroy Napier
- Tom Brier

## Trivia
Ragtime is ook de titel van een bekend boek van de Amerikaanse schrijver E.L. Doctorow.